# Сакамото Кокі
Сакамото Кокі  (яп. 坂本 功貴, 21 серпня 1986) — японський гімнаст, олімпійський медаліст.

## Виступи на Олімпіадах
| Олімпіада  | Дисципліна       | Місце             |
| ---------- | ---------------- | ----------------- |
| Пекін 2008 | командний залік  | 2                 |
| Пекін 2008 | вільні вправи    | 34 (кваліфікація) |
| Пекін 2008 | паралельні бруси | 18 (кваліфікація) |
| Пекін 2008 | перекладина      | 33 (кваліфікація) |
| Пекін 2008 | кільця           | 13 (кваліфікація) |
| Пекін 2008 | кінь             | 14 (кваліфікація) |